# Goeppertia crocata
Goeppertia crocata (sinonim: Calathea crocata) este o specie de plantă ornamentală din familia Marantaceae, originară din statele Bahia și Espírito Santo din estul Braziliei.

## Descriere
G. crocata este apreciată pentru florile sale „aprinse”, de culoare galbenă-portocalie. Tulpinile florii sunt drepte și ceva mai înalte de cât frunzele, făcând florile mai proeminente.